# Háje (Cheb)
Háje (německy Gehaag) jsou vesnice a částí města Cheb v okrese Cheb v Karlovarském kraji. Do katastrálního území Háje u Chebu spadají osady Háje, Slapany, zaniklá obec Krásná Lípa, osada Wies a nově i Svatý Kříž.

## Geografie
Háje leží v nadmořské výšce 490 metrů jižně od centra Chebu, a tvoří s městem jednotný celek. Od Chebu jsou Háje oddělovány pouze železničním koridorem. Na jihozápadě se nachází hraniční přechod Svatý Kříž. Háje mají třetí největší katastrální území z chebských místních částí (po Chebu a Dřenicích).

## Historie
První historická zmínka o Hájích pochází z roku 1297, kdy bratři Ekhart, Albrecht a Valter Nothaftové z Vildštejna prodali část místního dvora klášteru svaté Kláry v Chebu. Další část patřila klášteru ve Waldsassen, který ho rovněž roku 1347 prodal klášteru svaté Kláry v Chebu. Největší část vesnice však drželi Paulsdorferové, kteří však svůj majetek propůjčili roku 1446 Františkovi a Vilémovi Junckerům. Od roku 1608 vlastnili vesnici Pachelbelové až do roku 1635, kdy byl konfiskován městem Cheb. Zřejmě již ve 14. století bylo v Hájích založeno panské sídlo. Jeho podoba však není známá, ví se jen, že bylo roku 1647 při útoku Švédů zničeno. Pouze z jeho polohy je zřejmé, že stávalo ve svahu nad malým údolím, obklopené několika rybníky.
Před druhou světovou válkou zde žilo v 78 domech 664 lidí.
V Hájích funguje sbor dobrovolných hasičů a jezdecký klub TJ Cheb-Háje.

## Obyvatelstvo
Při sčítání lidu v roce 1921 zde žilo 947 obyvatel, z nichž bylo pět Čechoslováků, 828 Němců a 114 cizinců. K římskokatolické církvi se hlásilo 896 obyvatel, k evangelické 50 obyvatel, jeden obyvatel k církvi československé.
| Rok            | 1869 | 1880 | 1890 | 1900 | 1910 | 1921 | 1930 | 1950 | 1961 | 1970 | 1980 | 1991 | 2001 | 2011  | 2021 |
| -------------- | ---- | ---- | ---- | ---- | ---- | ---- | ---- | ---- | ---- | ---- | ---- | ---- | ---- | ----- | ---- |
| Počet obyvatel | 367  | 360  | 378  | 410  | 558  | 554  | 664  | 503  | 511  | 424  | 626  | 765  | 830  | 1 097 | 919  |
| Počet domů     | 51   | 51   | 56   | 59   | 69   | 71   | 78   | 119  | 93   | 89   | 157  | 198  | 221  | 290   | 309  |

| Rok                                                      | 1869 | 1880 | 1890 | 1900 | 1910  | 1921 | 1930  | 1950 | 1961 | 1970 | 1980 | 1991 | 2001 | 2011  | 2021  |
| -------------------------------------------------------- | ---- | ---- | ---- | ---- | ----- | ---- | ----- | ---- | ---- | ---- | ---- | ---- | ---- | ----- | ----- |
| Počet obyvatel                                           | 763  | 757  | 741  | 765  | 1 003 | 947  | 1 090 | 620  | 568  | 458  | 647  | 793  | 862  | 1 151 | 1 082 |
| Počet domů                                               | 93   | 95   | 100  | 103  | 119   | 121  | 126   | 165  | 93   | 98   | 165  | 208  | 236  | 305   | 359   |
| Do počtu domů v roce 1961 jsou zahrnuty i domy v Podhoří |      |      |      |      |       |      |       |      |      |      |      |      |      |       |       |

## Obecní správa
Při sčítání lidu v letech 1850–1975 Háje byly samostatnou obcí v okrese Cheb. Od 1. ledna 1976 jsou částí města Cheb ve stejnojmenném okrese. V letech 1961–1965 k obci patřily Horní Hraničná a Podhoří a v letech 1961–1975 také Dolní Pelhřimov a Horní Pelhřimov.

## Pamětihodnosti
V lese na západním okraji vesnice stojí památkově chráněný středověký žulový kříž zdobený geometrickým reliéfem.

## Galerie

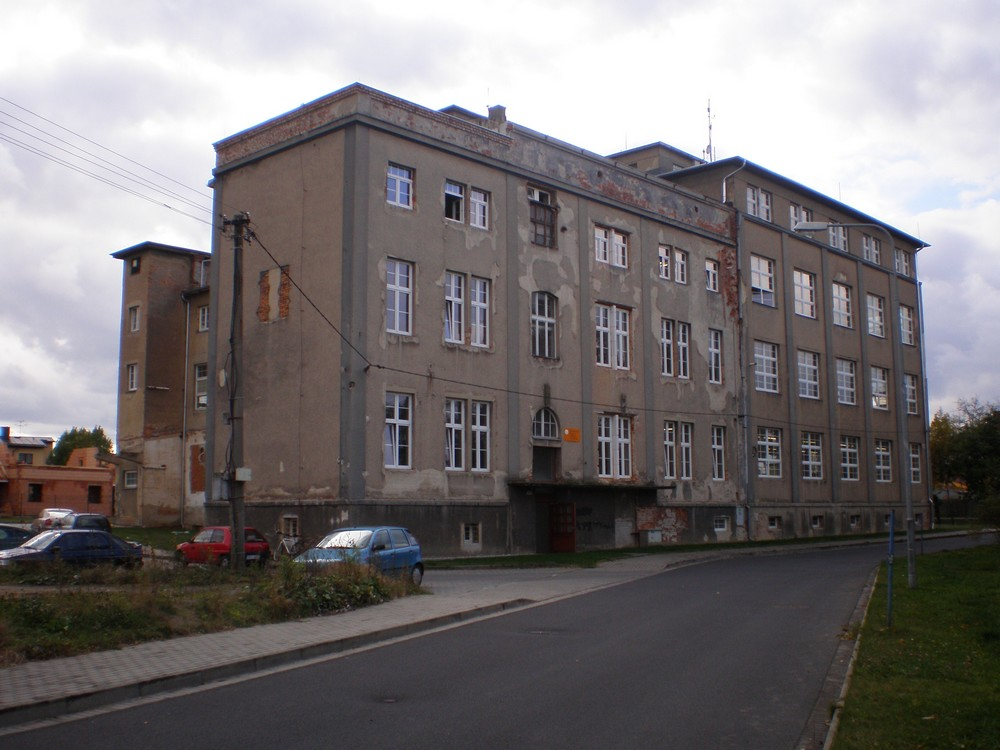
Háje, ulice Blanická.
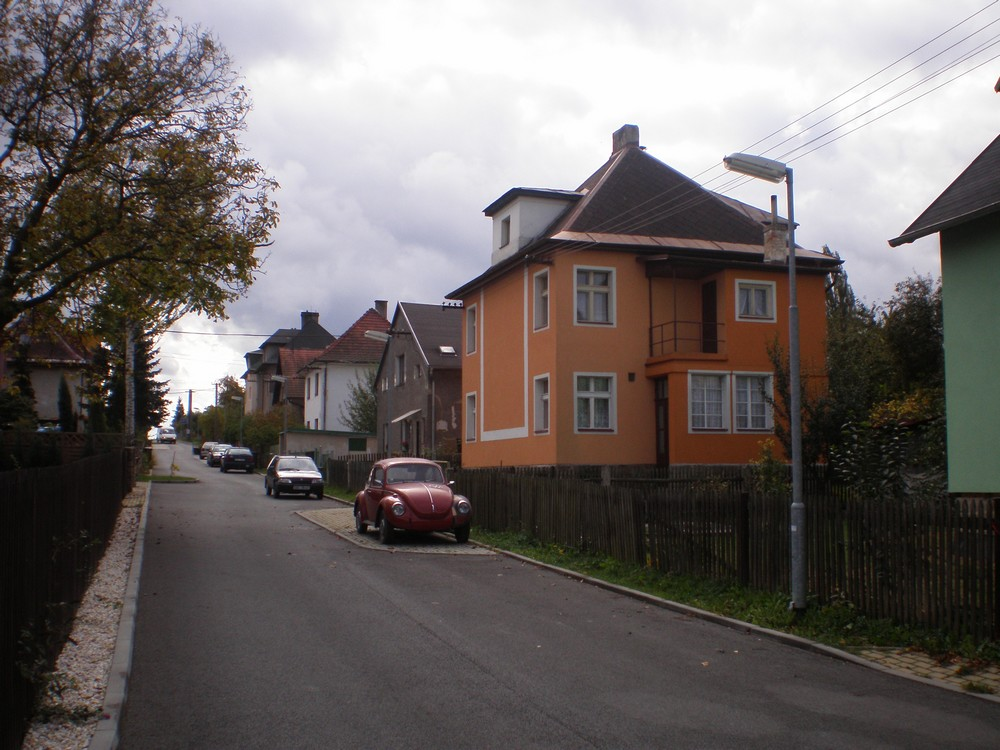
Háje, ulice Domažlická.